# Schmedeswurth
Schmedeswurth ist eine Gemeinde im Kreis Dithmarschen in Schleswig-Holstein.

## Geografie

### Geografische Lage
Der Ort ist eine reine Marsch- und Flächengemeinde im südlichen Dithmarschen. Sie liegt zwischen Marne und Brunsbüttel an der Bundesstraße 5.

### Gemeindegliederung
Zur Gemeinde gehören die Ortsteile Auenbüttel, Ostermenghusen, Schmedeswurth, Schmedeswurtherwesterdeich und Westermenghusen.

## Geschichte
Der Name ist wohl aus der „Wurth“ (Warft) eines „Schmieds“ entstanden. Die Gemeinde ist eine Flächengemeinde und landwirtschaftlich strukturiert; ihre Größe änderte sich im Laufe der Zeit mehrmals.
Am 1. April 1934 wurde die Kirchspielslandgemeinde Marne aufgelöst. Alle ihre Dorfschaften, Dorfgemeinden und Bauerschaften wurden zu selbständigen Gemeinden/Landgemeinden, so auch Schmedeswurth.

## Politik

### Gemeindevertretung
Bei der Kommunalwahl am 14. Mai 2023 wurden insgesamt sieben Sitze vergeben. Von diesen erhielt die Freie-Wähler-Vereinigung Schmedeswurth fünf Sitze und die Kommunale-Wähler-Vereinigung Schmedeswurth zwei Sitze.

## Sonstiges
Der Name des Gemeindeteils Schmedeswurtherwesterdeich ist mit 26 Buchstaben einer der beiden Orte mit den längsten zusammenhängenden Ortsnamen ohne Bindestriche in Deutschland.